# Born for Trouble
Born for Trouble es el trigesimonoveno álbum de estudio del músico estadounidense Willie Nelson publicado por la compañía discográfica Columbia Records en 1990. Su primera publicación en la década de 1990, alcanzó el puesto 31 en la lista estadounidense de álbumes country de Billboard.

## Lista de canciones
1. "Ain't Necessarily So" - 3:07
2. "(I Don't Have a Reason) To Go to California Anymore" - 3:11
3. "Ten With a Two" - 2:41
4. "The Piper Came Today" - 3:27
5. "You Decide" - 3:52
6. "Pieces of My Life" - 3:35
7. "It'll Come to Me" - 3:00
8. "This Is How Without You Goes" - 3:07
9. "Born for Trouble" - 3:20
10. "Little Things Mean a Lot" - 3:34

## Personal
- Willie Nelson – voz y guitarra acústica.

## Posición en listas
| País           | Lista           | Posición |
| -------------- | --------------- | -------- |
| Estados Unidos | Top Blue Albums | 31       |